# Pena de muerte en Bután
La pena capital en Bután fue abolida el 20 de marzo de 2004 y está expresamente prohibida por la Constitución de 2008, en el inciso 18 del Artículo 7. La prohibición figura entre una serie de derechos fundamentales garantizados por la carta magna. Mientas que algunos de ellos, como por ejemplo, el voto, la propiedad de la tierra y la igualdad salarial, se extienden solo a los ciudadanos butaneses, la prohibición de la pena capital se aplica a todas las personas dentro del territorio nacional.

## Historia
Bajo las reformas al Tsa Yig llevada a cabo por el primer Druk Gyalpo, Ugyen Wangchuck, la pena capital era la condena que recibían los asesinos que huyeron de la escena, y aquellos que falsificaron documentos gubernamentales. De acuerdo con la Ley de Seguridad Nacional de 1992, la pena de muerte está designada para los culpables de "actos de traición" o de actos manifiestos "con la intención de brindar ayuda y consuelo al enemigo para traicionar deliberada y voluntariamente" al gobierno real.
El 5 de abril de 1964, el primer ministro Jigme Palden Dorji fue asesinado en una disputa entre facciones políticas rivales. Dentro de los ejecutados por participar en el intento de golpe se encontraba el tío del rey y jefe del Ejército Real de Bután, Namgyal Bahadur.